# 헤리 라자오나리맘피아니나
헤리 마셜 라자오나리맘피아니나 라코토아리마나(말라가시어: Hery Martial Rajaonarimampianina Rakotoarimanana), 1958년 11월 6일 ~ )는 2014년 1월부터 2018년 9월까지 마다가스카르의 대통령을 지냈으며, 재선에 출마하기 위해 사임했다. 이전에는 안드리 라조엘리나 대통령 시절 재무장관을 지냈으며, 2013년 대통령 선거에서 라조엘리나 정치운동의 후보자였다. 그는 2차 투표에서 마르크 라발로마나나의 당 후보인 장 루이 로빈슨을 누르고 당선되었다. 그가 당선되자 라자오나리맘피아니나는 가장 긴 이름(44자)과 가장 긴 이름(19자)을 가진 국가 원수의 세계 기록을 보유하였다.

## 정치 경력
2009년, 라자오나리맘피아니나는 2008년 이후 마다가스카르의 주요 국제 기금들의 탈퇴로 재정 예산 장관이 되었다.

### 탄핵 시도
2015년 5월 26일, 마다가스카르 의회는 "헌법 위반과 일반적인 무능"의 이유로 대통령직에서 퇴임하는 것을 의결했다. 헌법재판소는 그 비난이 근거가 없고, 그 다음에는 인정할 수 없다는 이유로 그 제안을 받아들이지 않았다.

### 2018년 대통령 선거
2018년 9월 8일, 라자오나리맘피아니나는 대통령직을 공식적으로 사임하고 2018년 대통령 선거에 출마할 것을 선언했다. 말라가시 헌법에 따르면 현직 후보들은 최소한 60일 전에 사퇴해야 재선에 성공할 수 있다. 그의 임기 마지막 날에 라자오나리맘피아니나는 새로운 군 장성을 임명하고 중국과 러시아에 새로운 대사를 임명했다.
그렇게 해서 역대 마다가스카르 대통령 5명이 전부 출마한 선거에서 안드리 라조엘리나와 2차 선거까지 가는 접전을 벌였으나 헤리 라자오나리맘피아니나는 44%를 득표해서 55%를 득표한 안드리 라조엘리나에 밀려 낙선했다.